# 1. veljače
1. veljače (1. 2.) 32. je dan godine po gregorijanskom kalendaru.
Do kraja godine imaju još 333 dana (334 u prijestupnoj godini).

## Događaji
- 1748. – Novi Sad ukazom carice Marije Terezije dobio je status slobodnog kraljevskog grada.
- 1793. – Revolucionarna Francuska, nepuna dva tjedna poslije pogubljenja kralja Luja XVI., objavila rat Velikoj Britaniji i Nizozemskoj.
- 1796. – Glavni grad Gornje Kanade premješten je iz Newarka (sada Niagara-on-the-Lake) u York (sada Toronto), koji je procijenjen manje ranjivim na napad Sjedinjenih Država.
- 1884. – Izdan je prvi svezak Oxfordova engleskog rječnika.
- 1896. – Praizvedba Puccinijeve opere La bohème u Torinu (Italija).
- 1918. – Rusija usvojila Gregorijanski kalendar.
- 1918. – Počeo je ustanak bokeljskih mornara u Boki kotorskoj.
- 1946. – Norveški političar Trygve Lie izabran je za prvog generalnog tajnika UN-a.
- 1958. – Egipat i Sirija ujedinjeni su u Ujedinjenu Arapsku Republiku.
- 1974. – U požaru u 25-katnoj uredskoj zgradi "Joelma" u São Paulu (Brazil) poginulo je 189 osoba.
- 1979. – Iranski vjerski vođa ajatolah Ruholah Homeini, vratio se u zemlju iz Pariza, poslije 15 godina izgnanstva, koje je uglavnom proveo u Iraku.
- 1990. – JNA izvela tenkove na ulice kosovskih gradova, a borbeni avioni nadlijetali Prištinu kako bi bile ugušeni prosvjedi kosovskih Albanaca. Tom prigodom je poginulo 27 Albanaca, a više od 100 ljudi je ranjeno.

- 1993. – Bitka za Kašić u Domovinskom ratu.
- 2003. – NASA-in Space Shuttle Columbia raskomadao se nad Teksasom tijekom povratka u Zemljinu atmosferu u svojoj 28. i završnoj misiji.
- 2005. – Stupio je na snagu Sporazum o stabilizaciji i pridruživanju što ga je Hrvatska potpisala s Europskom unijom.
- 2009. – Jóhanna Sigurðardóttir izabrana je za premijera Islanda, čime je postala prva premijerka u povijesti te države i prva homoseksualka na čelu neke države.
- 2009. – U moskovskoj katedrali Krista Spasitelja ustoličen je Mitropolit Kiril kao 16. po redu patrijarh Moskve i cijele Rusije.
- 2018. – U gvatemalskim prašumama arheolozi su otkrili preko 60 000 majanskih građevina.[1][2][3]
- 2020. – Tijekom epidemije koronavirusa objavljen je prvi smrtni slučaj bolesti COVID-19 izvan Kine, na Filipinima.

| - 1462. – Johann von Tritheim, njemački svećenik († 1516.) - 1561. – Henry Briggs, engleski matematičar († 1630.) - 1659. – Jacob Roggeveen, nizozmski istraživač († 1729.) - 1870. – Erik Adolf von Willebrand, finski liječnik († 1949.) - 1874. –Hugo von Hofmannsthal, austrijski pisac († 1949.) - 1884. – Jevgenij Zamjatin, ruski književnik († 1937.) - 1895. – John Ford, američki redatelj († 1973.) - 1901. – Clark Gable, američki filmski glumac († 1960.) - 1905. – Emilio Segrè, talijanski književnik i nobelovac († 1989.) - 1915. – Sir Stanley Matthews, engleski nogometaš i trener († 2000.) - 1930. – Ante Pažanin, hrvatski filozof i politolog († 2015.) - 1931. – Boris Jeljcin, ruski političar i prvi predsjednik Rusije († 2007.) - 1932. – Vanja Drach, hrvatski kazališni, televizijski i filmski glumac († 2009.) - 1938. – Igor Kuljerić, hrvatski skladatelj, dirigent i akademik († 2006.) - 1938. – Jimmy Carl Black, američki glazbenik († 2008.) - 1939. – Fritjof Capra, austrijsko-američki fizičar - 1942. – Terry Jones, britanski glumac i komičar († 2014.) - 1947. – Josip Rogin, hrvatski književnik - 1965. – Ranko Zidarić, hrvatski glumac - 1968. – Hannes Trinkl, austrijski alpski skijaš - 1987. – Costel Pantilimon, rumunjski nogometni vratar | - 1222. – Aleksije I., trapezuntski car (* o. 1182.) - 1328. – Karlo IV., francuski kralj (* 1294.) - 1691. – Aleksandar VIII., rimski papa (* 1610.) - 1733. – August II. Jaki, poljski kralj (* 1670.) - 1851. – Mary Shelley, engleska književnica (* 1797.) - 1901. – George Gabriel Stokes, irsko-engleski matematičar i fizičar (* 1819.) - 1908. – Karlo I., portugalski kralj (* 1863.) - 1929. – Rudolf Valdec, hrvatski kipar (* 1832.) - 1944. – Piet Mondrian, nizozemski slikar (* 1872.) - 1957. – Friedrich Paulus, njemački general i časnik (* 1890.) - 1958. – Clinton Joseph Davisson, američki fizičar (* 1881.) - 1966. – Hedda Hopper, američka glumica i novinarka (* 1885.) - 1966. – Buster Keaton, američki redatelj i glumac (* 1895.) - 1976. – George Hoyt Whipple, američki liječnik i nobelovac (* 1878.) - 1976. – Werner Heisenberg, njemački fizičar i nobelovac (* 1901.) - 2002. – Hildegard Knef, njemačka glumica, pjevačica i književnica (* 1925.) - 2012. – Wisława Szymborska, poljska književnica i nobelovka (* 1923.) - 2014. – Luis Aragonés, španjolski nogometaš i trener (* 1938.) - 2014. – Maximilian Schell, austrijsko-švicarski glumac (* 1930.) - 2017. – Dušan Karpatský, češki kroatist, književni povjesničar i prevoditelj (* 1935.) - 2022. – Zvonimir Šeparović, hrvatski pravnik (* 1928.) |

## Blagdani i spomendani
- Imbolc i Dan sv. Brigite u Irskoj
- Tripundan

## Imendani
- Brigita
- Miroslav
- Sever